# Antonio de Saavedra y Jofré
Antonio de Saavedra y Jofré (Valencia, 1 de febrero de 1777 - Génova, 13 de febrero de 1842), VII conde de Alcudia y de Gestalgar, fue secretario del Despacho de Estado de España desde el 20 de enero de 1832 hasta el 1 de octubre del mismo año.
Durante la Primera Guerra Carlista se adhirió al bando del infante Carlos María Isidro, hubo de exiliarse y fue embajador del pretendiente en la Corte de Austria, ofreciendo su vida y una cuantiosa fortuna a la causa carlista.

## Biografía
En su juventud sirvió en la Marina Real, realizando numerosos viajes a América y llegando a alcanzar el empleo de Teniente de Fragata. Se retiró del servicio de la Armada para atender al cuidado de sus numerosas fincas e importantes intereses particulares.
En noviembre de 1823 fue nombrado Ministro Plenipotenciario de España en la Corte de Rusia, y en 1826 pasó a Londres con el mismo cargo cerca del rey de Inglaterra, viendo premiados sus servicios con la Gran Cruz de la Real y Americana Orden de Isabel la Católica.
Tras el fallecimiento de Manuel González Salmón, el 20 de enero de 1832, asumió el cargo de secretario del Despacho de Estado de España como interino. No obstante, no lo ocuparía hasta un mes después, tiempo durante el cual ejerció Francisco Tadeo Calomarde. Fue sustituido por Francisco Cea Bermúdez. Tras haber sido relevado por María Cristina de Borbón mientras esta regía el reino por enfermedad de Fernando VII, emigró a Italia.
En 1834 Carlos María Isidro de Borbón lo nombró embajador suyo en la Corte de Viena, cargo que ejerció hasta fines de septiembre de 1840, haciendo numerosos viajes a España y a distintos puntos del extranjero y desempeñando arriesgadas y difíciles comisiones.
Sobre su abnegado compromiso con la causa carlista, el Barón de Artagan escribió:

[Prestó] relevantes servicios con una lealtad y un desinterés tan grandes, que según documentos auténticos que hemos tenido el gusto de examinar detenidamente (gracias a su nieto y querido amigo nuestro el Marqués de Bellet de Mianes) al ilustre Conde de Alcudia le llegaron a costar sus buenos servicios la considerable cantidad de siete millones ciento noventa y seis mil ciento cuarenta y cuatro reales de su peculio particular, viendo ademas confiscados por el Gobierno de Madrid todos los bienes que poseía en España, desde el día 25 de Mayo de 1835.

El Conde de Alcudia (que fue el candidato del General Zumalacárregui para el cargo de Ministro Universal de Don Carlos) trabajó en unión de Tadeo Calomarde (el célebre Ministro de Fernando VII), de los marqueses de Villafranca y de Monistrol, del Brigadier Álvarez de Toledo y de Juan Rocabertí de Dameto, en las negociaciones para obtener de algunas potencias extranjeras el reconocimiento de Don Carlos como Rey de España, y en la realización de los empréstitos a que fue preciso recurrir para sostener la guerra, entregando el Conde de Alcudia el 10 de mayo de 1835 a Don Carlos ocho millones de reales que pudo obtener de Austria, Cerdeña, Prusia, Nápoles y Holanda.
Al siguiente año de 1836 el Conde de Alcudia fue quien intervino (en representación de Don Carlos) en los proyectos de transacción y matrimonio regio que por aquella época abrigaron algunos valiosos elementos de Madrid, y que fueron el origen de la célebre expedición que en 1837 realizó Don Carlos por Aragón, Cataluña, el Maestrazgo y Castilla, durante la cual, al pasar por Albalate, se alojó en el palacio del Conde de Alcudia, quien contribuyó eficazmente a los gastos carlistas de aquella época, remitiendo al efecto seis millones de reales desde Viena.
Don Carlos recompensó sus servicios con la Grandeza de España y cuando el rey proscrito se casó con la Princesa de Beyra, el Conde de Alcudia fue testigo oficial del matrimonio, junto con su íntimo amigo Fray Cirilo Alameda de Brea, arzobispo de Cuba, y los generales Duque de Granada de Ega y Marqués de Valde-Espina.
Cuando se iniciaron los tratos que resultaron en el Convenio de Vergara, el Conde de Alcudia fue el primero que descubrió y denunció a Don Carlos María Isidro de Borbón los trabajos de transacción iniciados por el Marqués de la Grua, representante de Nápoles en la Corte de Don Carlos, y cuando este se vio ya obligado a salir de España, al concluirse la guerra, el Conde de Alcudia permaneció en el exilio, y falleció en Génova en 1842.

## Matrimonio y descendencia
Casado con Joaquina Rodríguez Guerra y Díaz de Riguero, dama noble de la Orden de María Luisa, tuvo dos hijos: Antonio y Balbina. Poseía los títulos de VII Conde de Alcudia, y XI de Gestalgar, X Barón de Albalat de Segart, y Maestrante de Valencia. De su tercer matrimonio con Josefa Frígola y Mercader tuvo por hijos a Carolina, Diego y Manuel de Saavedra y Frígola.